# Ferdinand Karl Klimsch
Ferdinand Karl Klimsch, také Ferdinand Carl Klimsch nebo Carl Klimsch (12. prosince 1812 Česká Lípa – 14. září 1890 Frankfurt nad Mohanem) byl česko-německý malíř, grafik a rytec, zakladatel třígenerační dynastie podnikatelů v grafickém průmyslu, malířů a grafiků.

## Život a dílo

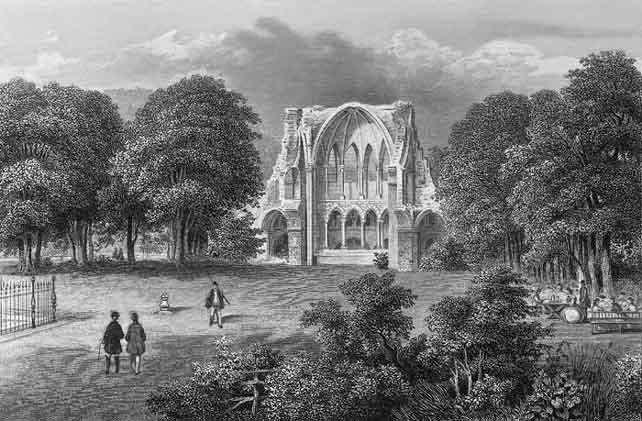
Ruiny kláštera v Heisterbachu, rytina kolem 1850

Narodil se v české evangelické rodině pekaře Floriana Klimsche a jeho manželky Kateřiny Hampelové. Rodina roku 1837 přesídlila do Dillenburgu, kde jeho otec založil litografický závod, v němž se  vyučil jak Ferdinand Karl, tak později např. Julius Hamel (1834–1907).
V roce 1837 se Ferdinand Karl Klimsch osamostatnil a přestěhoval do Frankfurtu nad Mohanem, kde se dále vzdělával a pracoval pro Bernharda Dondorfa. V té doby vytvořil mnohé grafické listy (rytiny nebo litografie), jež mohly být vloženy do knih jako frontispice nebo ilustrace, nebo se distribuovaly v albech či po jednom. Tak například jeho Král duchů (Erlkönig) posloužil Karlu Javůrkovi jako předloha k obrazu, vystavenému v pražském Klementinu roku 1839.
Od roku 1848 navrhoval a ryl motivy bankovek pro Hesenskou státní banku a podílel se také na jejich výrobě v tiskárně Frankfurtské banky. V roce 1858 si založil vlastní litografickou firmu Klimsch-Lithografie Kunst-Anstalt se sídlem ve frankfurtské uličce Alte Mainzer Gasse. Tam pokračoval ve výrobě bankovek, ale také ryl či litografoval knižní ilustrace, vytvářel rovněž olejomalby a akvarely.

## Rodina
Ferdinand Karl Klimsch se roku 1839 oženil s Margarethou Henriettou Schulzovou (* 11.3.1818; † 20.3.1884), dcerou obchodníka Jacoba Schulze z Dillenburgu. Měli šest dětí:
- Eugen Johann Georg (* 29.11.1839; † 9.7.1896) - malíř a ilustrátor, profesor a později ředitel Städelova institutu umění
- Karl Ferdinand (* 26.5.1841; † 6.12.1926) malíř, litograf
- Julius Jakob (* 29.1.1843; † 11.3.1862), vyučil se litografem
- Wilhelmine (* 19.9.1847; † 11.4.1848)
- Ludwig (* 1852; † 1874) grafik, litograf
- Emilie Molly (* 20.5.1861; † 8.11.1937)